# Usine Brasier de Reims
L’usine Brasier de Reims, annexe de la maison mère située à Paris, était une usine de production de pièces mécaniques. Les locaux sont rachetés par l’état et servent de caserne puis au CREPS de Reims jusqu’à son déménagement.

## Localisation
L’usine Brasier de Reims, était située 2 rue de Sillery à Reims dans la Marne.

## Historique
L’entreprise Brasier est installée à Paris. Elle profite de la disponibilité de locaux et de salariés à plus faibles coûts à  Reims pour racheter la manufacture de textiles Gabreau.
L'usine Brasier était facilement identifiable grâce à la couleur bleue des carrosseries, qui fut baptisée "Bleu de France".
Pendant la première guerre mondiale, l’usine Brasier est, en grande partie, détruite. Elle est reconstruite mais à défaut de s’être adaptée aux nouvelles conditions économiques, l’entreprise Brasier fait faillite et disparait en 1930. Les bâtiments deviennent une carrosserie jusqu’en 1939. Les bâtiments sont rachetés par l’État dès 1939 et servent d’abord de caserne. À partir de 1941, le site accueille le CREPS de Reims créé par l’état français.
Dans les années 1943 et 1944, l’armée allemande s’installe dans les locaux. Les forces alliées font de même à la fin de l’année 1944. Le CREPS retrouve ses locaux jusqu’en 1981 où il déménage pour aller, route de Bezannes à Reims dans la Marne, dans des installations plus adaptées.

## Situation actuelle
Le foyer rémois construit un ensemble immobilier dont les premiers appartements sont mis en vente en 1987. Ils font partie de la résidence "Porte des Tisserands".
La porte historique dite « porte des tisserands » en pierre de courville est conservée sur site en référence à l'ancienne manufacture de textiles.

## Galerie

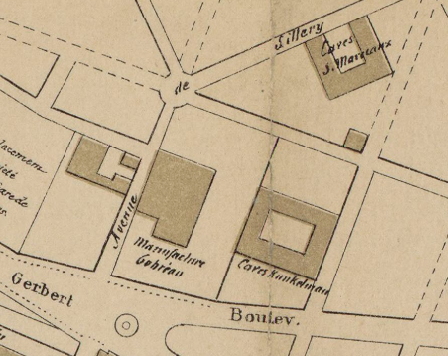
Emplacement manufacture de textiles Gabreau.